# Breiðafjörður

De Breiðafjörður en Faxaflói zijn de grootste fjord en baai van IJsland.

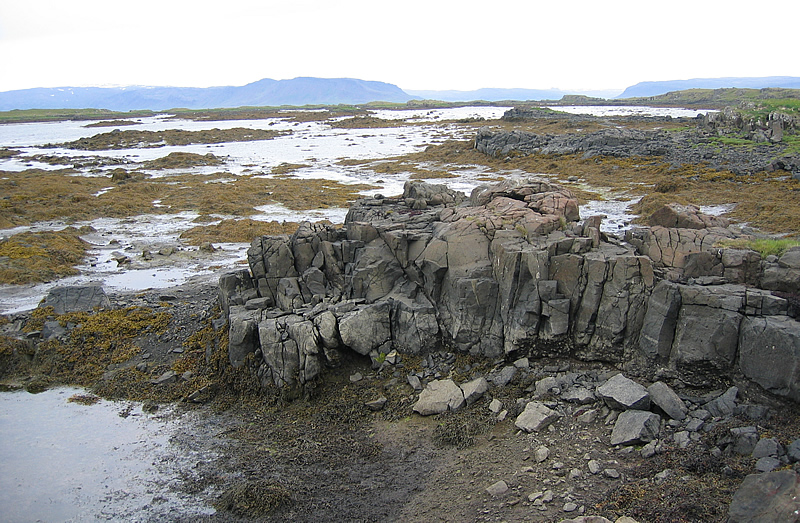
Getijdenzone bij de Skáleyjar-eilanden.

De Breiðafjörður is een fjord met een lengte van ongeveer 125 kilometer en een breedte van meer dan 50 kilometer in het westen van IJsland. De Breiðafjörður scheidt de regio Vestfirðir van de rest van het land en wordt omringd door een bergachtig gebied, waaronder het schiereiland Snæfellsnes aan de zuidzijde met daarop de gletsjer Snæfellsjökull.
De vele eilandjes in de Breiðafjörður hebben een lange ononderbroken geschiedenis van menselijke bewoning maar tegenwoordig worden slechts enkele eilandjes het hele jaar door bewoond. Het belangrijkste eiland is Flatey. Tijdens de zomermaanden is er een tweemaaldaagse veerdienst tussen Stykkishólmur en Brjánslækur.

## Trivia
De fjord kreeg zijn naam ("Brede fjord") van Þórólfur Mostrarskegg, een van de eerste kolonisten van IJsland die Noorwegen ontvluchtte (zie geschiedenis van IJsland) en zich bij het huidige Stykkishólmur vestigde. In de Eyrbyggja saga wordt zijn komst in het gebied en de ingebruikneming van het land uitvoerig beschreven.
Er wordt beweerd dat het aantal eilandjes in de fjord ontelbaar is. Daarnaast komen er op IJsland nog twee plaatsen waar bepaalde geologische structuren ontelbaar lijken te zijn: de meertjes op de hoogvlakte Arnarvatnsheiði even ten westen van de gletsjer Langjökull, en de heuvels van Vatnsdalshólar ten zuidwesten van het plaatsje Blönduós.